# Wicherina
Wicherina is een plaats in de regio Mid West in West-Australië.
Het maakt deel uit van het lokale bestuursgebied (LGA) City of Greater Geraldton, waarvan Geraldton de hoofdplaats is.
Wicherina ligt langs de 'Geraldton Mount Magnet Road' die de North West Coastal Highway met de Great Northern Highway verbindt, 450 kilometer ten noorden van de West-Australische hoofdstad Perth, 55 kilometer ten westzuidwesten van Mullewa en 45 kilometer ten oostnoordoosten van Geraldton.
De spoorweg die door Wicherina loopt maakt deel uit van het goederenspoorwegnetwerk van Arc Infrastructure.
In 2016 telde Wicherina 10 inwoners. Tijdens de volkstelling van 2021 werden er geen inwoners meer geteld.